# Miles Millar
Miles Millar (né en 1967 au Royaume-Uni) est un producteur de cinéma et de télévision et scénariste britannique.

## Filmographie

### Comme producteur

#### Cinéma
- 1996 : E=mc²
- 2012 : Du plomb dans la tête (Bullet to the Head)

#### Télévision
- 1997 : Timecop
- 1998-2000 : Le Flic de Shanghaï (Martial Law)
- 1999 : Deux privés à Vegas (The Strip)
- 2001-2011 : Smallville
- 2011 : Charlie's Angels
- 2015-2019 : Into the Badlands (série télévisée)
- 2016-... : Les Chroniques de Shannara (The Shannara Chronicles)
- 2022 : Mercredi (Wednesday)

### Comme scénariste

#### Cinéma
- 1997 : Double Frappe (Double Tap)
- 1998 : L'Arme fatale 4 (Lethal Weapon 4)
- 1999 : Fausse donne (Made Men)
- 2000 : Shanghai Kid (Shanghai Noon)
- 2002 : Showtime
- 2003 : Shanghai Kid 2
- 2004 : Spider-Man 2
- 2005 : La Coccinelle revient (Herbie Fully Loaded)
- 2008 : La Momie : La Tombe de l'empereur Dragon (The Mummy: Tomb of the Dragon Emperor)
- 2011 : Numéro Quatre (I Am Number Four)
- 2024 : Beetlejuice 2 (co-écrit avec Alfred Gough-

#### Télévision
- 1997 : Timecop (série télévisée)
- 1998 : Black Jaq (TV)
- 1998 : Le Flic de Shanghaï (Martial Law) (série télévisée)
- 1999 : Deux privés à Vegas (The Strip) (série télévisée)
- 2006 : Aquaman (TV)
- 2011 : Charlie's Angels  (série télévisée)
- 2022 : Mercredi (Wednesday) (série télévisée)